# Діти їхні
«Діти їхні» (фр. Leurs enfants après eux) — роман французькою мовою Ніколя Матьє, написаний 2018 року. Це другий роман автора, за який письменник отримав Гонкурівську премію у тому ж році. Описано історії життя у провінційному шахтарському містечку на сході Франції. Роман отримав позитивні відгуки літературної преси. Він отримав Гонкурівську премію 7 листопада 2018 року. У листопаді 2021 року англійський переклад став лауреатом премії "Альбертина" — премії читацьких симпатій, що присуджується посольством Франції в Нью-Йорку.

## Зміст
Краю шахтарів і металургів переживає свої «лихі дев'яності», ознаменовані відходом індустріальної епохи. Це місто спрацьованих батьків та їхніх дітей, які намагаються урвати собі місце в новому житті. Занедбані фабричні стіни, спальні райони, прокурені кафешки, вечірки, багато алкоголю, наркотиків та сексу — ось атмосфера, в якій дорослішають герої цього роману. Кожна сторінка — гімн вічним літнім канікулам. Спека, мотоцикли, гаряче шосе, і ти такий молодий і безсмертний. Чотирнадцятилітній Антоні, як ніхто інший, гостро проживає свою причетність до цього місця — як і потребу вирвати коріння та поїхати з рідного міста.

## Український переклад
Діти їхні / Ніколя Матьє ; пер. з фр. І. Славінської. — Львів : Видавництво Старого Лева, 2020. — 624 с. — ISBN 978-617-679-795-1.